# Thomas Nørgaard
Thomas Nørgaard est un footballeur danois né le 7 janvier 1987 à Silkeborg au Danemark. Il évolue au poste de gardien de but au Silkeborg IF.